# Uarte - Internet na Escola
A uARTE (Unidade de Apoio à Rede Telemática Educativa) foi uma estrutura criada em 1997 pelo Ministério da Ciência e da Tecnologia português que teve por missão coordenar o desenvolvimento do Programa Internet na Escola, uma iniciativa do referido ministério cuja finalidade foi a de ligar à Internet todas as escolas do ensino básico e do ensino secundário, através da colocação de um computador e uma ligação RDIS nas escolas.
Para esse programa que decorreu entre 1997 e 2002, muito contribuiu a FCCN - Fundação para a Computação Científica Nacional, desenvolvendo a infraestrutura tecnológica que suportou todas estas ligações, através da  "Rede Ciência, Tecnologia e Sociedade".